# Beck, Bogert & Appice
Beck, Bogert & Appice var en rockgrupp bestående av gitarristen Jeff Beck, basisten Tim Bogert och trummisen Carmine Appice. 
Redan under Jeff Beck Groups turné tillsammans med Vanilla Fudge i USA 1969 väcktes tankarna om att bilda en trio men efter att Beck skadat sig i en bilolycka lades projektet på is. Under tiden drev Appice och Bogert bandet Cactus. När Cactus upplöstes hade Beck hämtat sig och de återknöt sina musikaliska band i BBA. I november 1973 släppte bandet sitt enda studioalbum. Strax därefter, i januari 1974, gav bandet ut livealbumet Live in Japan.
Bandet gick åter in i studion för att spela in en ny skiva, men Jeff Beck valde att inte fortsätta utan hoppade utan förvarning av och det hela rann ut i sanden.

## Diskografi
Studioalbum
- 1973 – Beck, Bogert & Appice

Livealbum
- 1974 – Live in Japan

Singlar
- 1972 – "Black Cat Moan" / "Livin' Alone"
- 1973 – "Superstition" / "Sweet Sweet Surrender"
- 1973 – "I'm So Proud" / "Oh to Love You"
- 1973 – "Lady" / "Oh to Love You"